# Tectyleren

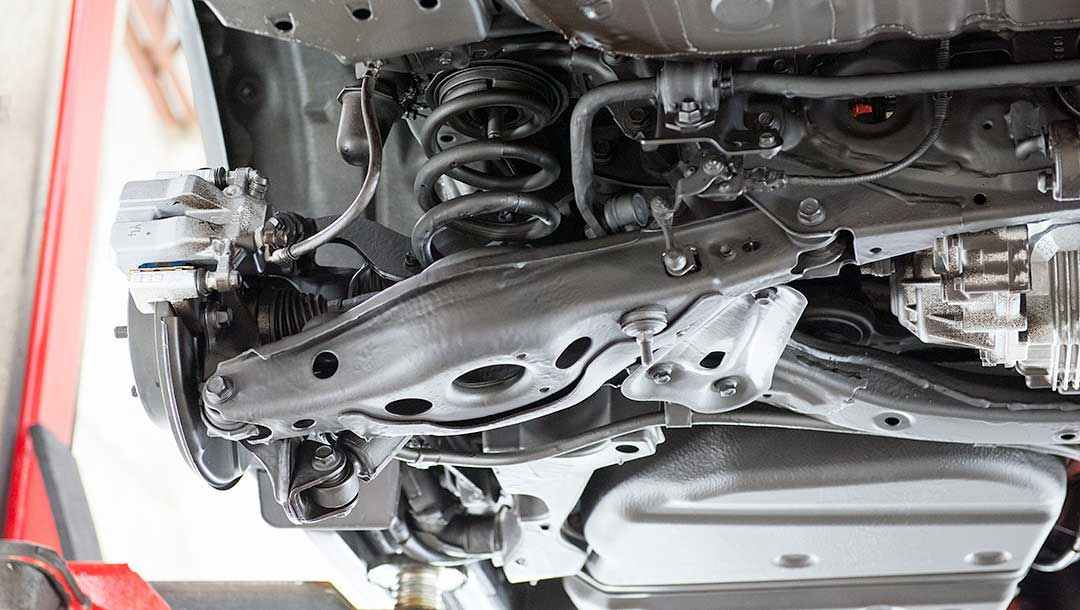
Getectyleerd deel van auto

Tectyleren is een techniek om, vooral bij auto's, het metaal zo te behandelen dat het beschermd is tegen corrosie en roesten.
Het werkwoord is een verbastering van het gedeponeerde handelsmerk Tectyl, dat gevoerd wordt door de firma Valvoline. Het antiroestmiddel bestaat meer dan 75 jaar.
Voor de jaren zeventig was zowel de kwaliteit van de metalen carrosserieën van auto's als de kwaliteit van de lak en de wijze waarop deze werd aangebracht dermate kwetsbaar dat nabehandeling met een antiroestmiddel noodzakelijk was. Tectyleren is in die tijd tot een begrip geworden.
Het aanbrengen van Tectyl gebeurt onder meer met spuitpistolen volgens de ML methode (methode Lorin). Deze methode bestaat in het boren van gaatjes op sommige plaatsen in de carrosserie, waardoor de Tectyl inwendig aangebracht kan worden.
Het tectyleren van een auto is zichtbaar gemaakt in deze video: https://youtu.be/OLkpCFZYbx8?si=YGARVzovfTAmgCbS